# Mutter Courage und ihre Kinder (film 1961)
Mutter Courage und ihre Kinder è un film del 1961 diretto da Peter Palitzsch e Manfred Wekwerth

## Produzione
Il film fu prodotto dal Berliner Ensemble e dalla Deutsche Film (DEFA)

## Distribuzione
Uscì nelle sale cinematografiche tedesche della DDR il 10 febbraio 1961. Il film ebbe una distribuzione internazionale: in Australia, venne presentato il 19 maggio 1962 all'Adelaide Film Festival; nella Germania Ovest, venne distribuito dalla Constantin Film; in Svezia fu trasmesso in prima tv il 4 maggio 1967, mentre nella Germania Ovest si poté vedere in tv il 25 febbraio 1970, distribuito dalla Hessischer Rundfunk (HR).